# Pandeísmo
El pandeísmo (del griego: πάν (pan), "todo" y el latín deus, "dios") proviene de la combinación del Panteísmo ("Dios" o su equivalente metafísico es idéntico al universo) y al Deísmo (el Dios-creador del universo existe en un estado en el que puede ser alcanzado por medio de la naturaleza y el uso de la razón). En otras palabras, es la creencia de que el Creador del universo de hecho se volvió el universo y dejó de existir como una entidad separada y consciente. El pandeísmo trataría de responder (en relación con el deísmo) la pregunta ¿por qué Dios crearía el universo y después lo abandonaría?
Algunas de las corrientes explican que Dios es un todo, pero "explota" en el Big Bang y ya no es Dios. Su materia queda esparcida y de esa misma se crea el universo. Se teoriza que todo lo que existe forma parte de esos fragmentos y que se sufre y evoluciona aspirando volver a unirse a ese Todo (Apocatástasis) [ver kenosis más abajo].

## Historia
El pandeísmo cae dentro de la jerarquía tradicional de la filosofía atea que aborda la naturaleza de Dios.
Según alguna teorías, el primer uso del término "pandeísmo" parece surgir en torno a la década de 1780. Esta palabra apareció por primera vez en el diccionario alemán en 1849 (Pandeismus y pandeistisch), y en 1859 fue cuando el término fue acuñado con su significado actual, de la mano de Moritz Lazarus y Heymann Steinthal. El físico y filósofo Max Bernhard Weinstein, autor de las obras de 1910, Welt- und Lebensanschauungen, Hervorgegangen aus Religion, Philosophie und Naturerkenntnis ("Visiones del Mundo y de la Vida, Emergiendo de la Religión, la Filosofía y la Naturaleza"), presentó el examen más amplio y de mayor alcance sobre el pandeísmo escrito hasta el momento. Weinstein señaló la distinción entre el panteísmo y pandeísmo, afirmando que "aunque sólo sea por una letra (d en lugar del t), panteísmo y pandeísmo difieren de manera importante."
El profesor de ciencias de la religión, Francis Edward Peters destacó de los milesios que "lo que apareció como el centro de la tradición pitagórica en la filosofía, era otra vista de la psiqué que parece deber poco o nada al pan-vitalismo o pan-deísmo que es el legado de los milesios". Weinstein identificó como otra forma de pandeísmo a la idea de la materia prima derivada de un espíritu original de la manera que estaba visto por antiguos egipcios, y también encontró variedades de pandeísmo en las opiniones religiosas de los chinos (en especial con respecto al taoísmo según lo expresado por Lao-Tse), los hindúes (especialmente en el Bhagavad Gita de los hinduistas), y entre los diversos filósofos griegos y romanos.
En concreto, Weinstein escribió que el filósofo del siglo VI AC, Jenófanes de Colofón, habló como pandeísta al afirmar que no había un solo Dios que “permanece siempre en el mismo lugar sin moverse, ni le conviene emigrar de un lado a otro” pero sin embargo “todo él ve, todo él oye, todo él escucha”. De esta misma manera descubrió que las ideas de pandeísmo se reflejaron en las ideas de Heráclito, y de los estoicos. Weinstein escribió que el pandeísmo se expresa más tarde especialmente por los estudiantes y seguidores de la filosofía de Pitágoras, entre ellos, el filósofo Crisipo, quien afirmó que "el universo es Dios y la efusión universal de su alma".
Gottfried Große en su interpretación de Historia Natural (en el año 1787), describe a su creador, Plinio el Viejo (siglo I), como alguien que "si no fuera spinozista, entonces tal vez fuera pandeísta."
Desde los tiempos medievales a la ilustración Weinstein examina la filosofía del teólogo del siglo IX, Juan Escoto Erígena, quien propuso que "Dios ha creado el mundo a partir de su propio ser'" y lo identifica como una forma de pandeísmo, señalando en particular que la visión de Erigena de Dios no definía qué era sino que más bien iba cobrando significado a través del proceso de su propia existencia.
Varios autores han descrito al teólogo italiano Giordano Bruno como un tipo de pandeísta.

## Comparaciones
Hay una cierta discusión alrededor de si el pandeísmo es comparable al cristianismo u otras religiones. Para los pandeístas, hay dos cristianismos en el libro de los cristianos:
Por un lado, el de Jesús, que es muy similar al judaísmo, en el que la persona debe responsabilizarse. Es apocalíptico, porque manda a preparar al pueblo para el día final, es humano (no juzga, perdona y llama a cambiar). 
Mateo 25:40 "Y respondiendo el Rey, les dirá: De cierto os digo que en cuanto lo hicisteis a uno de estos mis hermanos más pequeños, a mí lo hicisteis."
Mateo 25:45 "Entonces les responderá diciendo: De cierto os digo que en cuanto no lo hicisteis a uno de estos más pequeños, tampoco a mí lo hicisteis."
Mateo 22:36-39, "Maestro, ¿cuál es el gran mandamiento en la ley?" "Jesús le dijo: Amarás al Señor tu Dios con todo tu corazón, y con toda tu alma, y con toda tu mente. Este es el primero y grande mandamiento. Y el segundo es semejante: Amarás a tu prójimo como a ti mismo."
El segundo cristianismo es de corte griego, se funda en el rito de la vida y la muerte (muy popular en la época, le llamamos "paganismo", pero es un pandeísmo). Es fatalista (no se puede negociar con el creador), tiene una visión negativa de las personas (todos son pecadores, eso está en la tradición helénica de la oposición Apolo-Dioniso). 
Luego con la declaración de religión oficial se agregan nuevos elementos; la organización política de Roma, la entrada al cielo con el arrepentimiento, es decir, que todos pueden salvarse si se arrepienten de una vida de pecado.
Para Juan Escoto Erígena, razón y fe eran fuentes válidas de conocimiento verdadero, y por ello no pueden ser opuestas. Su obra más importante, Sobre la división de la Naturaleza (c. 867 AD), Erígena quiso explicar la realidad mediante un sistema racional y unitario que contradecía el dualismo de la religión —Dios y mundo son dos realidades diferentes— y los dogmas relativos a la creación y la voluntad divinas. Pero si así fuera, la razón debe prevalecer. Esta afirmación, junto al panteísmo (todas las cosas son emanación de Dios y vuelven a Él) que sostiene su explicación.

## Pandeísmo moderno: kenosis radical
En 2001, Scott Adams escribió God's Debris (Los Restos de Dios), en el que propone una forma radical de Pandeísmo: kenosis (del griego, vacío) donde explica que un Dios omnipotente se aniquiló a sí mismo en el Big Bang, porque tal entidad ya sabría todas sus posibilidades excepto su propia inexistencia.

Un Dios que supiera la respuesta a esa pregunta efectivamente sabría todo y lo tendría todo. Por esa razón no estaría motivado a hacer nada o crear nada. No habría propósito para actuar de alguna manera. Pero un Dios que tuviera una pregunta molesta -¿qué pasa si dejó de existir?- estaría motivado a encontrar la respuesta con la finalidad de completar su conocimiento... El hecho de que nosotros existimos es prueba de que Dios está motivado a actuar de alguna manera. Y como sólo el reto de la autodestrucción podría interesar a un Dios omnipotente, es razonable que nosotros... somos los restos de Dios"

En su libro, Scott Adams hace notar que las unidades de energía más pequeñas que conforman el universo (incluso más pequeñas que los cuarks) son el equivalente a lo que él llama "Polvo de Dios". También sugiere que Dios está en proceso de "restauración", no por medio del Big Crunch, sino porque la humanidad misma se transforma en Dios.
Del mismo modo, Robert A. Heinlein escribió a Time Enough For Love (Tiempo para amar) en 1973 "Dios se dividió a sí mismo en una miríada de partes para poder tener amigos. Puede no ser verdad, pero suena bien. Y no es más absurda que otras teologías."